# Centre culturel irlandais de Paris

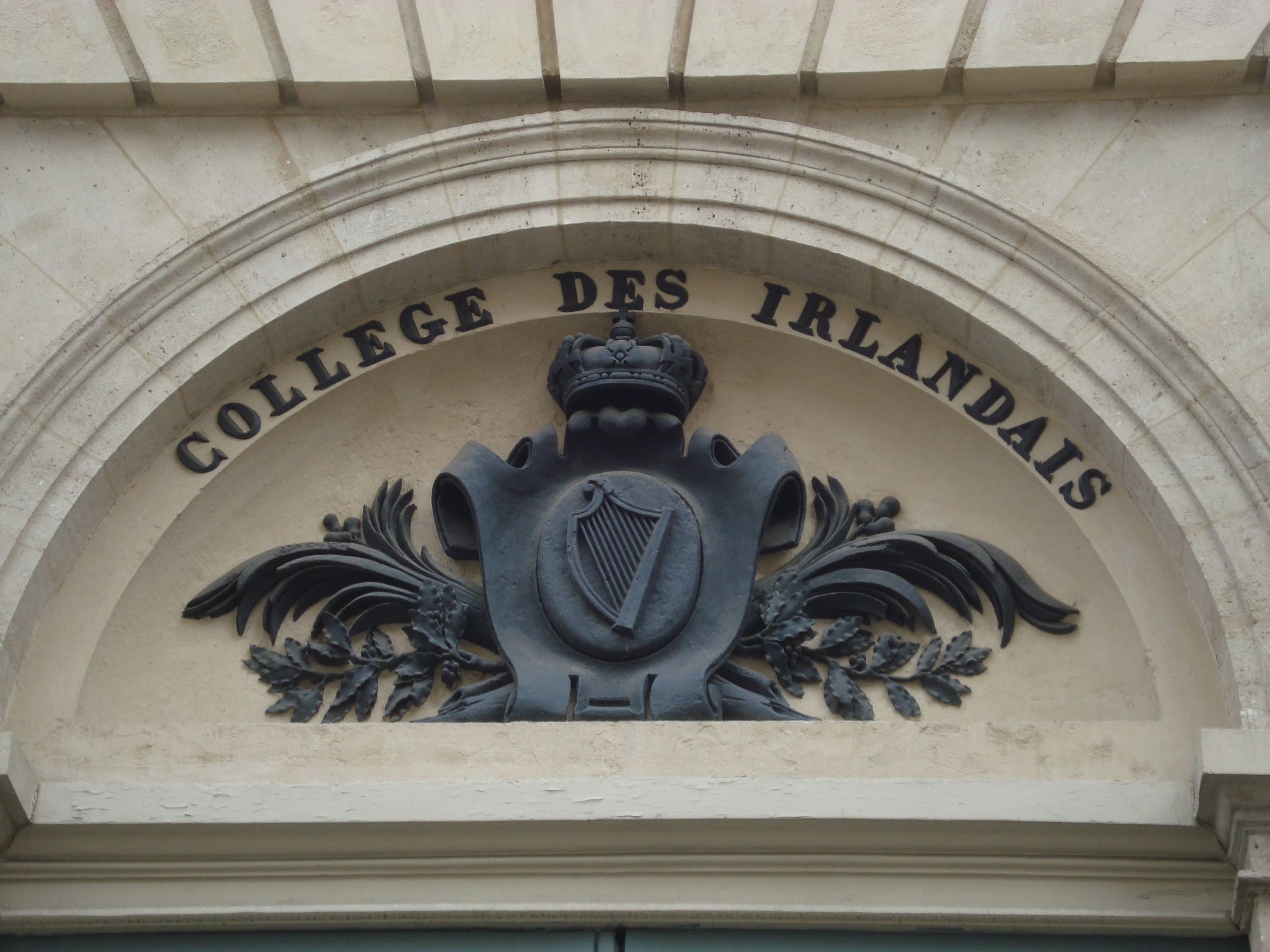
Fronton historique du collège des Irlandais.

Le Centre culturel irlandais de Paris est une institution culturelle ouverte depuis octobre 2002 et située 5 rue des Irlandais dans le 5e arrondissement dans le bâtiment du collège des Irlandais. 
Son objectif est de présenter et promouvoir en France la culture contemporaine irlandaise sous tous ses aspects : arts visuels, littérature, cinéma, musique, théâtre, danse, etc.

## Histoire

### Les origines du Centre culturel irlandais

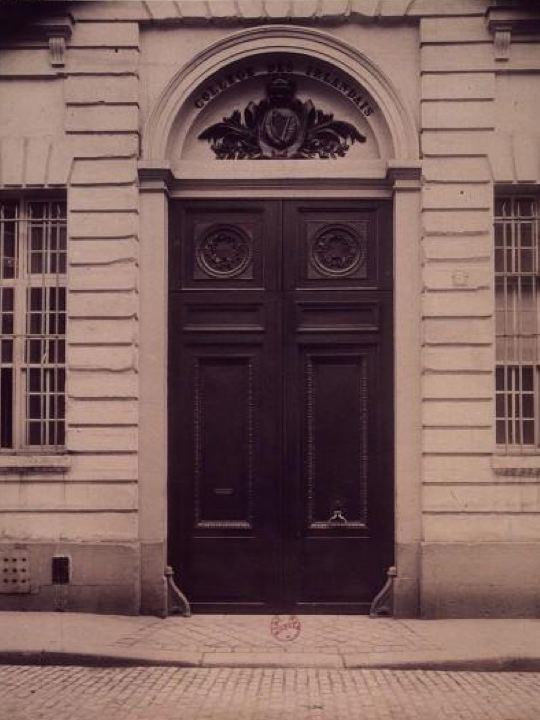
Entrée du collège en 1905, photo d'Eugène Atget.

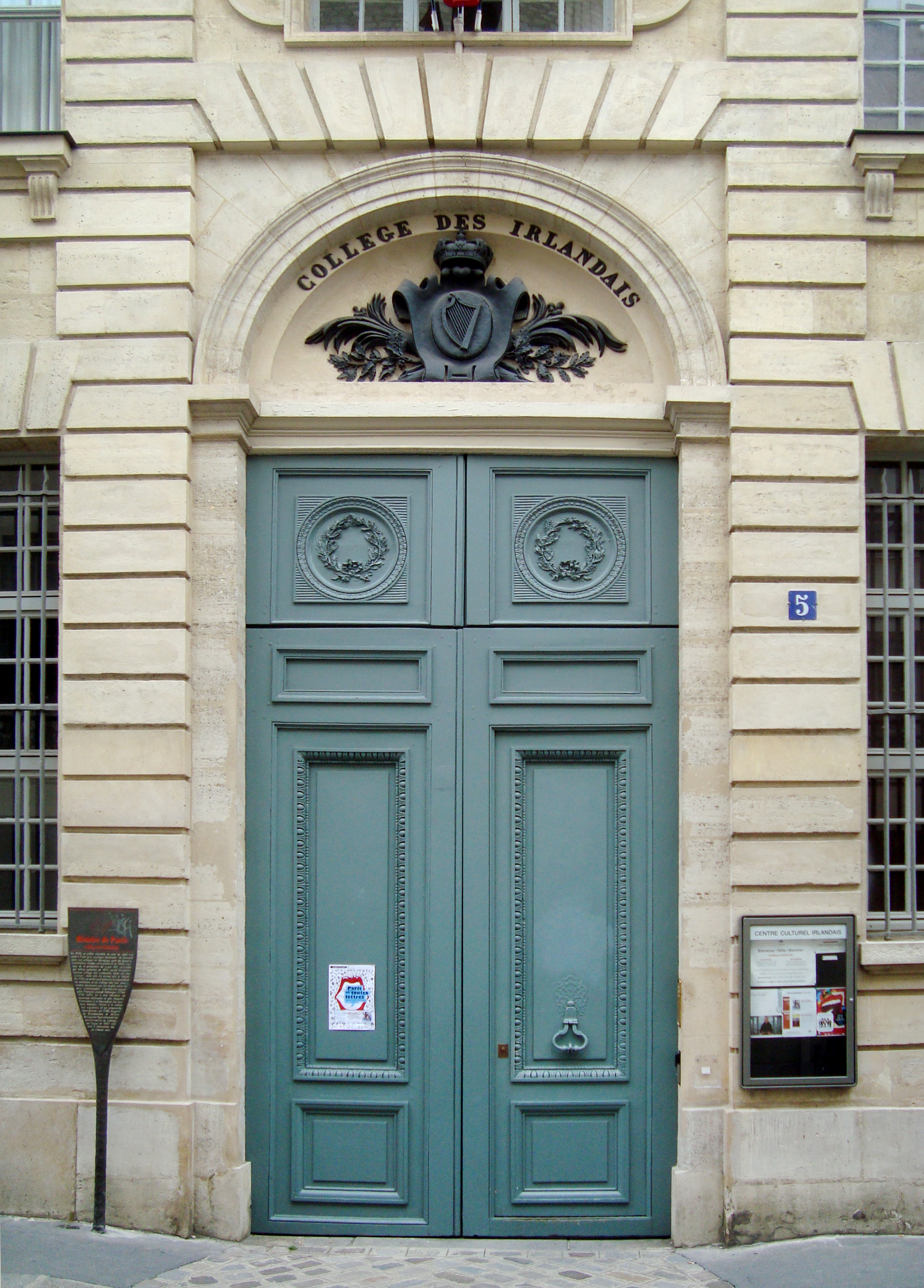
Entrée du collège en 2010.

Les premiers moines irlandais arrivèrent en Europe vers la fin du VIe siècle et voyagèrent à travers le continent en tant qu’enseignants, missionnaires, fondateurs et pèlerins. Ils laissèrent derrière eux un héritage chrétien toujours visible aujourd’hui dans des pays tels que la France, la Suisse, l’Allemagne et l’Italie.
Le XVIe siècle  vit la mise en place de restrictions anti-catholiques en Irlande, amenant les moines et étudiants catholiques à rechercher un enseignement sur le continent européen. Cet exil forcé durera plus de trois siècles. C’est ainsi qu'à partir du XVIe siècle se créèrent plusieurs collèges irlandais en France, en Espagne, aux Pays-Bas, en Italie, en Pologne et dans les Pays-Bas espagnols. Au XVIIIe siècle on en compte près d’une trentaine, dont celui de Paris qui est l’un des plus importants en termes d'effectifs et d’influence.
On attribue au prêtre irlandais John Lee la création en 1578 de la toute première communauté collégiale irlandaise à l’étranger ; six de ses étudiants avaient alors intégré le collège de Montaigu de l’université de Paris. Ces étudiants s’installèrent rue Saint-Thomas et, comme ils étaient de plus en plus nombreux, ils déménagèrent bientôt rue de Sèvres où ils restèrent pendant quarante ans.
En 1677, Louis XIV accorda sa première résidence aux écoliers irlandais dans le collège des Lombards, situé rue des Carmes (dans le 5e arrondissement de Paris), fondé à l’origine en 1330 pour accueillir les étudiants lombards (italiens) démunis. 
Le bâtiment du collège des Lombards rassemblait des écoliers d'un collège de la faculté des arts et les prêtres étudiants en théologie. Mais bientôt éclatèrent des querelles entre les deux communautés, le bâtiment fut scindé en deux et chacune des communautés en occupa une partie.
En 1775 les étudiants irlandais déménagèrent dans un nouveau bâtiment : un ancien hôtel particulier acheté en 1769 par Lawrence Kelly, alors préfet du collège des Lombards, et rénové spécialement pour les accueillir. Ce nouvel édifice était situé en plein cœur du quartier latin, rue du Cheval-Vert. C’est le bâtiment actuel du Centre culturel irlandais. Les prêtres irlandais restèrent quant à eux dans le collège des Lombards.
Le nouvel bâtiment fut confisqué pendant deux ans au cours de la Révolution française, sa bibliothèque et ses archives furent détruites. 
À cette même époque, les lois anti-catholiques furent abrogées en Irlande, de sorte que les collégiens et les étudiants purent de nouveau accomplir leurs études dans leur pays. Paris perdit ainsi son statut de destination privilégiée des Irlandais. 
Entre 1793 et 1802, le collège des Irlandais devint une école pour jeunes Français.
Un arrêté du Consulat daté du 24 vendémiaire an X unifia les collèges irlandais de Toulouse, Bordeaux, Nantes, Douai, Lille, Anvers, Louvain et Paris et les fusionna en un seul établissement avec les collèges écossais de Paris et Douai. 
En 1805, Napoléon Bonaparte publia un décret consulaire impliquant la fusion des fondations et collèges irlandais, anglais et collège des Écossais de Paris, au sein du seul collège des Irlandais. Les livres précieux, les manuscrits et les peintures de ces anciens séminaires furent rassemblés au collège des Irlandais. En 1807, le supérieur du collège, Jean-Baptiste Walsh, persuada Napoléon de faire renommer la rue du Cheval-Vert par arrêté préfectoral : elle devint alors « rue des Irlandais ».
Par la suite, le collège des Irlandais suivit les méandres de l’histoire. Pendant une grande partie des XIXe et XXe siècles, le collège reprit son activité de séminaire pour étudiants irlandais, puis polonais dans les dernières années. 
Durant la guerre franco-prussienne de 1870-1871, il servit d’hôpital aux soldats blessés. Il fut ensuite utilisé comme refuge par l’Armée américaine en 1945 pour les personnes déplacées qui demandaient la nationalité américaine, puis il fut occupé par le séminaire polonais entre 1945 et 1997. À ce dernier titre, il a reçu plusieurs fois Karol Wojtyła entre 1947 et 1977.

### La naissance du Centre culturel irlandais
Entre 2000 et 2002 furent lancés d’importants travaux de restauration du bâtiment. Le 18 octobre 2002 le Centre culturel irlandais de Paris fut inauguré. C’est le seul centre culturel irlandais dans le monde. La création du Centre est une initiative du gouvernement irlandais. Son financement est assuré par une Fondation.

## Présentation du Centre culturel irlandais

### Le bâtiment

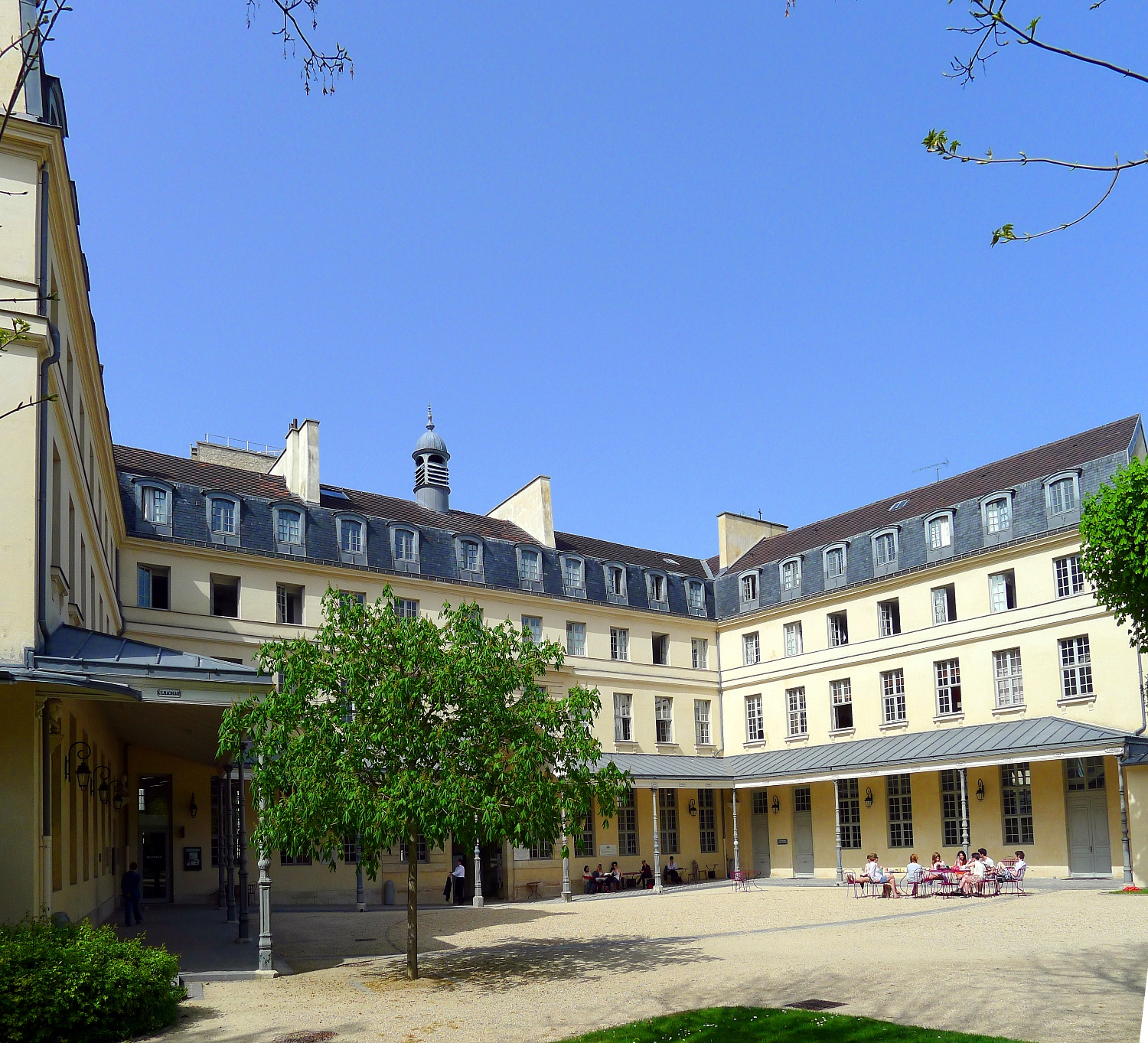
Bâtiments, vus de la cour intérieure

À l’origine, le bâtiment était un hôtel particulier acheté en 1769 par Lawrence Kelly, principal du collège des Lombards. Il fut rénové entre 1769 et 1775 par, pense-t-on, l’architecte François-Joseph Bélanger (qui a notamment aménagé le château de Bagatelle dans le bois de Boulogne) afin de le transformer en édifice pouvant accueillir une communauté ecclésiastique. Bélanger rajouta ainsi deux ailes qui encadrent une vaste cour intérieure.
L’une de ces ailes abrite notamment la chapelle et la bibliothèque.
La chapelle est consacrée à saint Patrick. Les détails ornementaux furent achevés en 1860. Au-dessus de l’autel se trouve une statue de Vierge à l’Enfant, qui provient sans doute du collège des Lombards (première résidence du collège des Irlandais). Au mur on peut voir un tableau représentant saint Patrick repoussant les serpents hors d’Irlande (allusion à la légende de Saint Patrick), ainsi qu’un tableau de sainte Brigitte d'Irlande.
La bibliothèque se trouve au-dessus de la chapelle. Elle dispose d’une collection d’environ 10 000 ouvrages, dont la moitié date des XVe et XIIIe siècles. Ce fonds est composé de manuscrits et d'imprimés en anglais, français, latin ou irlandais, traitant principalement de théologie, d’histoire, de géographie, de philosophie et de musique. Le fonds de la bibliothèque est réservé à la recherche. Son accès est limité.
Le Centre culturel irlandais dispose aussi d’une médiathèque, d’une salle d’exposition, d’une salle de conférence, de salles de réunion, entre autres.

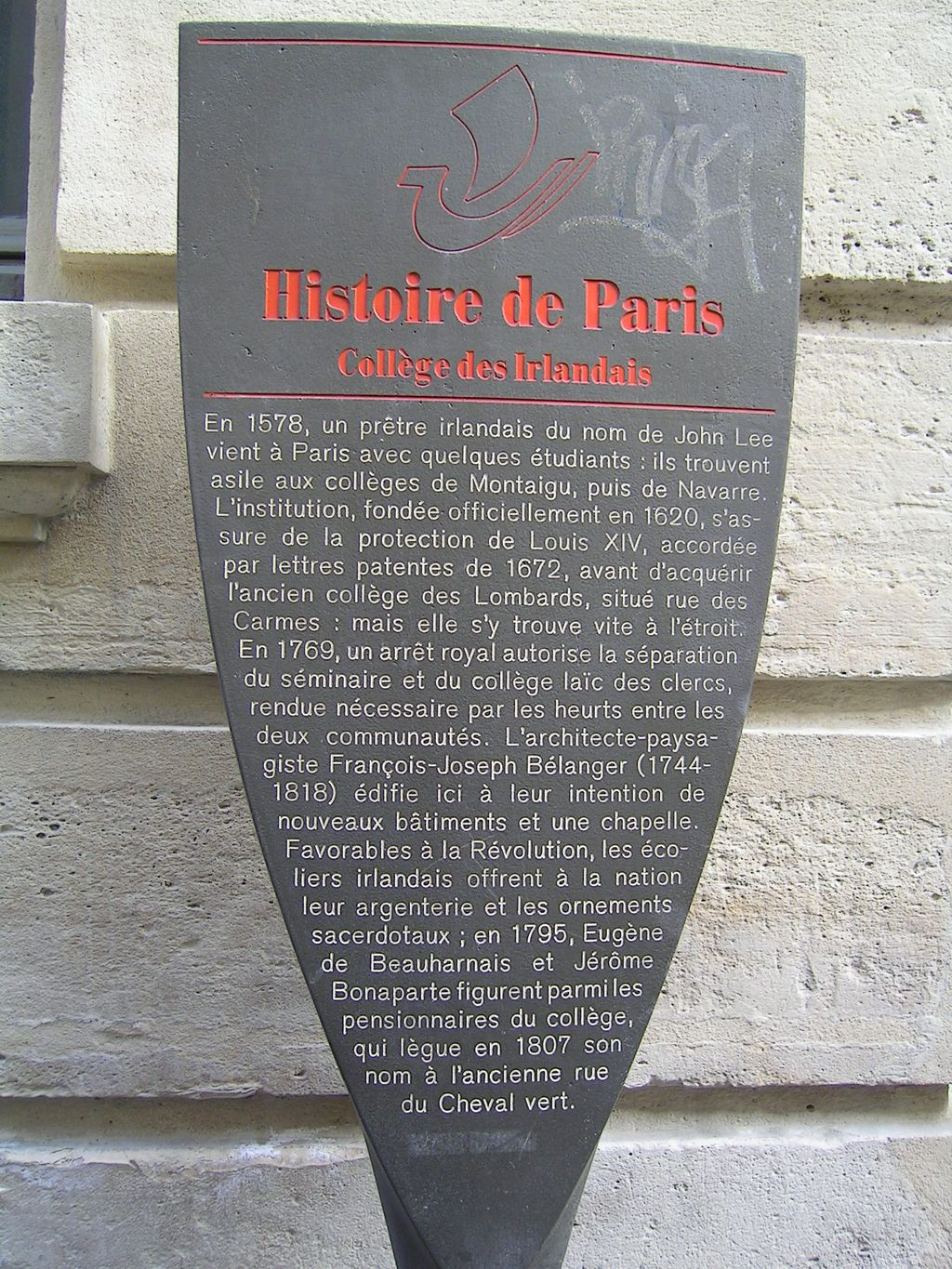
Panneau « Histoire de Paris ».
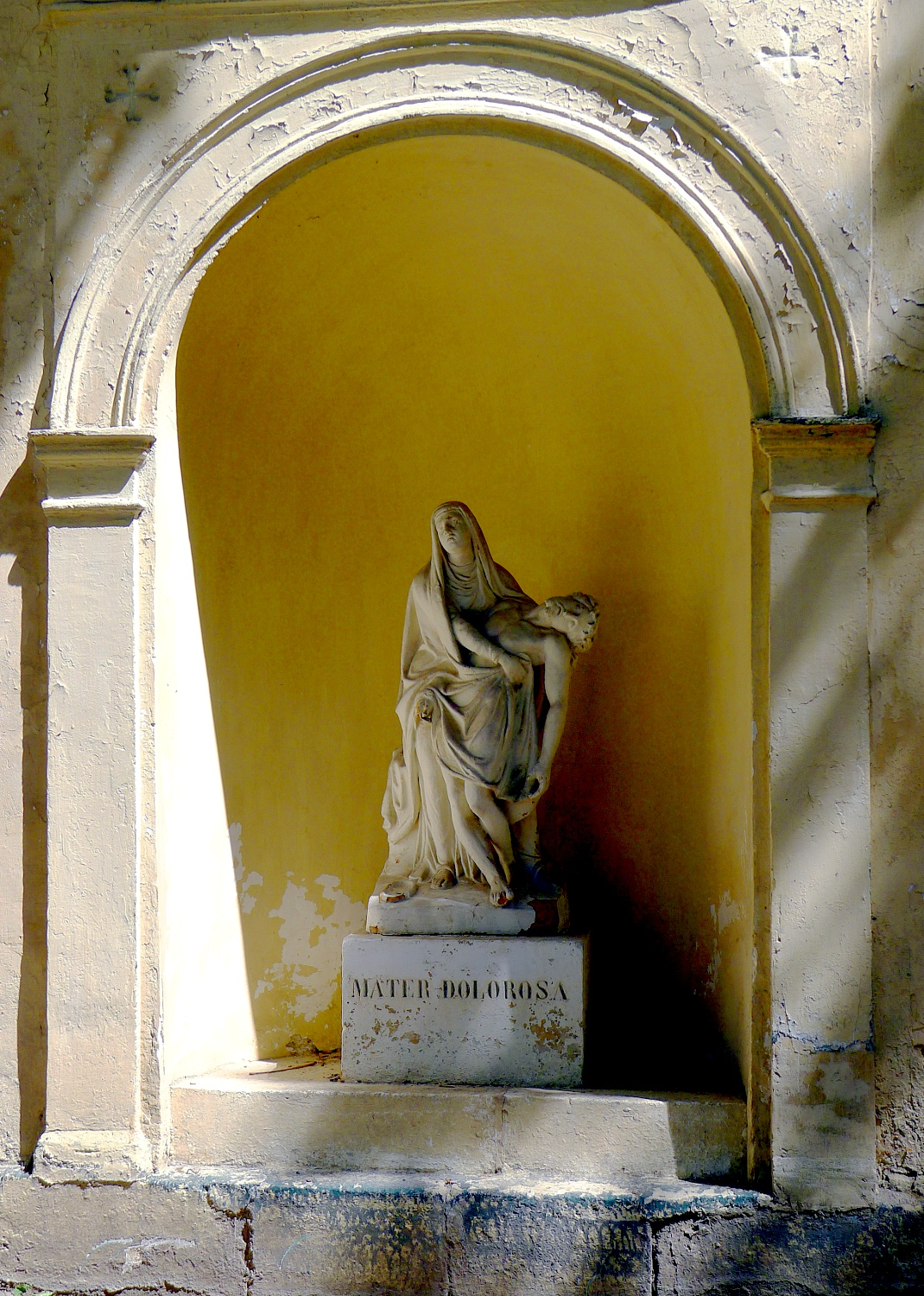
Vierge de Douleur.
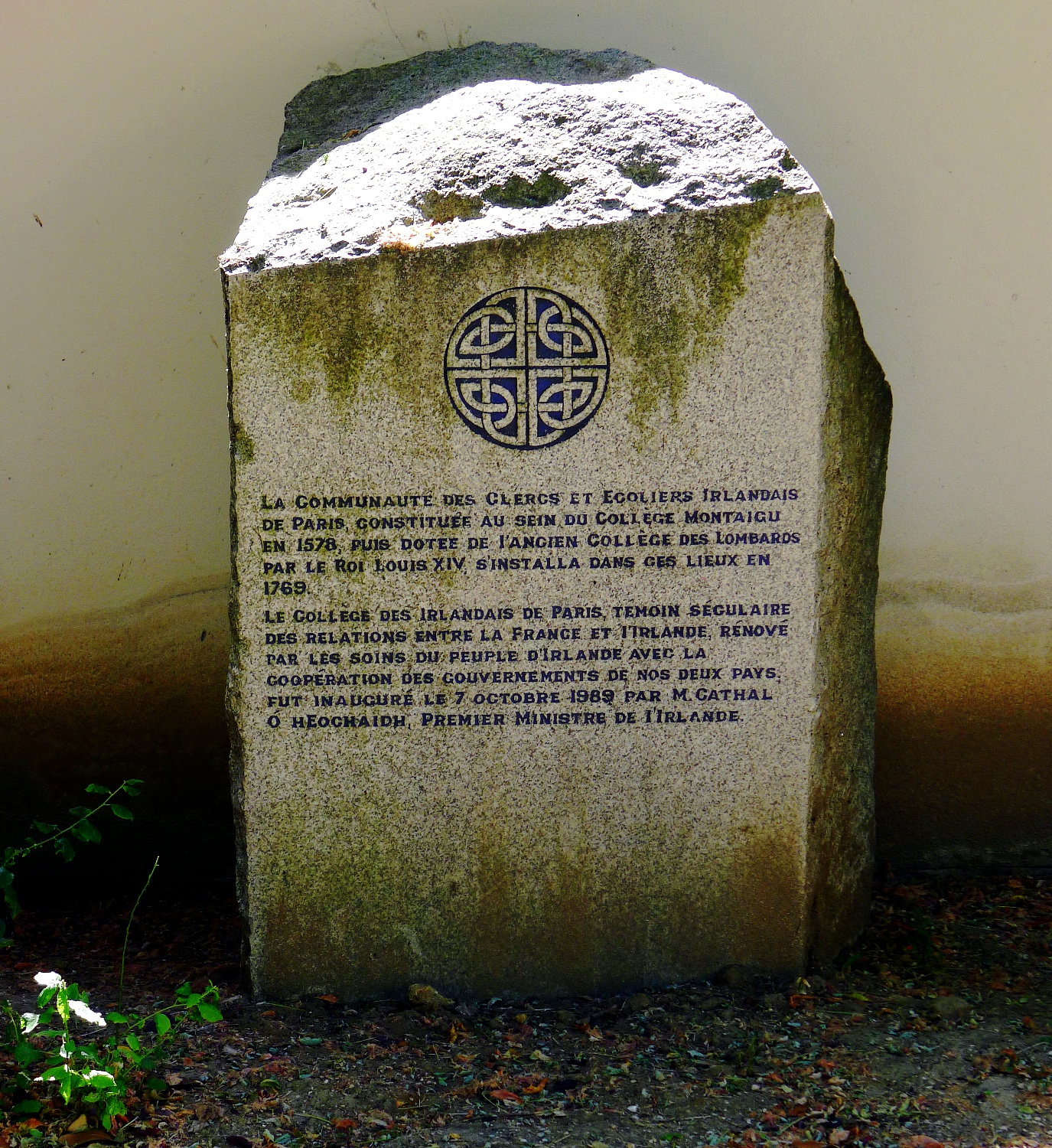
Stèle du 7 octobre 1989.

### Fonctionnement
Le Centre culturel irlandais dépend de la Fondation irlandaise, qui gère le collège des Irlandais depuis le décret consulaire de Napoléon Bonaparte en 1805. Elle nomme le directeur et les membres du personnel du Centre culturel irlandais. La Fondation irlandaise est constituée d’un conseil d’administration, lui-même composé de 7 membres français, représentants du gouvernement et d'un membre représentant l'archevêque de Paris, et de 7 membres irlandais nommés par l’ambassadeur d’Irlande en France, et d’un bureau.
Le Centre culturel irlandais est en partie subventionné par le ministère des Affaires étrangères irlandais.
La première directrice du Centre culturel irlandais fut Helen Carey (2002–2007). Sheila Pratschke fut directrice de janvier 2007 à septembre 2013. L'actuelle directrice est Nora Hickey M'Sichili.

### Activités

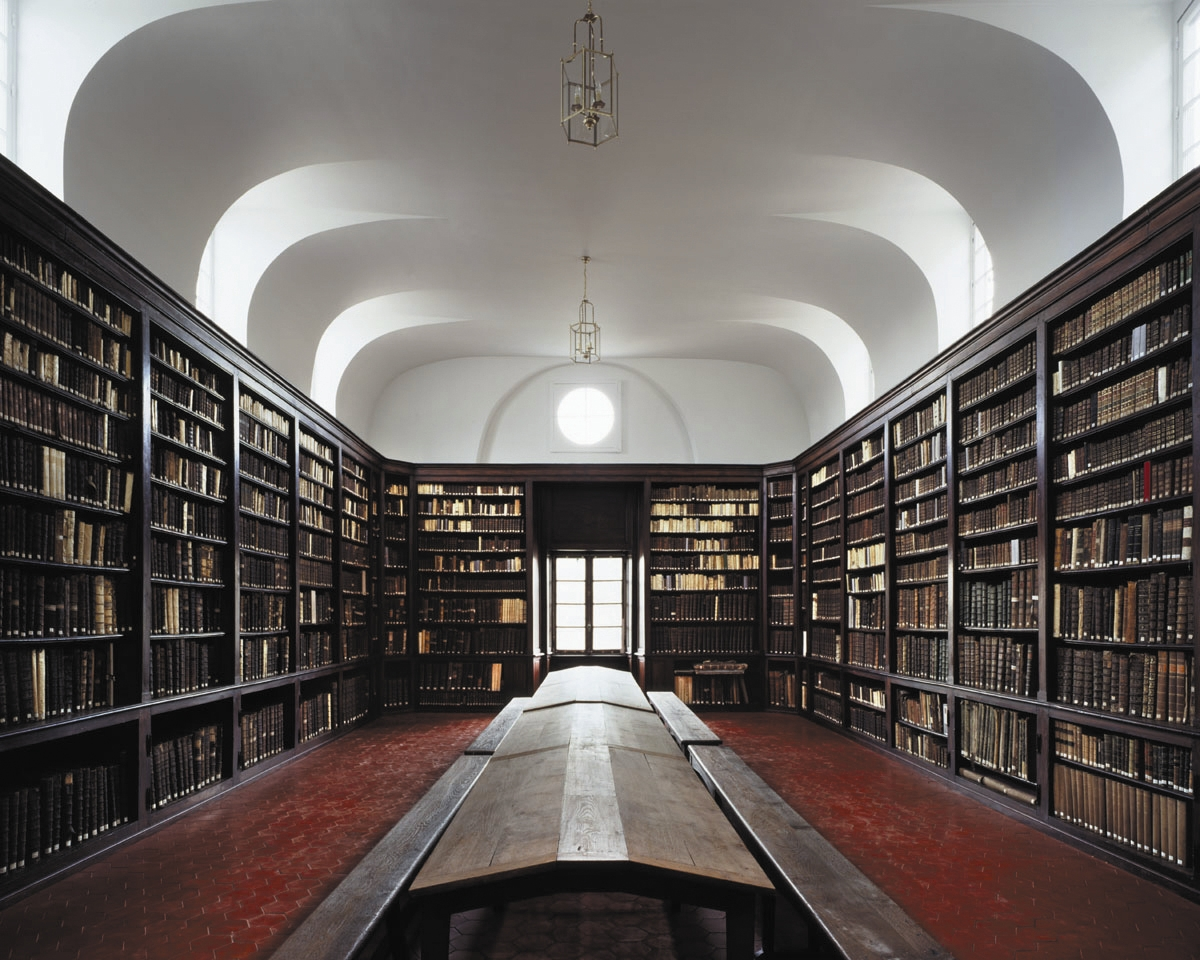
La bibliothèque patrimoniale.

L’objectif du Centre culturel irlandais est de présenter un large éventail de la culture irlandaise contemporaine sous tous ses aspects : cinéma, arts visuels, théâtre, littérature, musique, etc. Un programme culturel est ainsi mis en œuvre et propose tout au long de l’année des évènements ouverts à tous tels que des expositions, concerts, rencontres, conférences, projections de films, performances… Chaque année, le Centre célèbre des festivités telles que Bloomsday, la Fête de la musique, la fête de la Saint-Patrick. Les artistes irlandais invités au centre viennent de tous les domaines artistiques : cinéastes, peintres, vidéastes, écrivains, poètes, danseurs, metteurs en scène, musiciens, éditeurs, etc. Parmi ceux qui sont déjà venus au Centre on peut citer Joseph O'Connor (écrivain), Martin Hayes et Dennis Cahill (musiciens), John Banville (écrivain), Mick O’Dea (peintre), Michael Harding (comédien), Sean Scully (peintre).
Parallèlement, le Centre est aussi un lieu de ressources sur l’Irlande. Les collections se répartissent entre la médiathèque, la bibliothèque patrimoniale ainsi que les archives historiques. Ouverte à tous, la médiathèque met à la disposition de ses usagers plusieurs milliers de documents en anglais et en français consacrés à l’Irlande, son histoire et sa culture (livres, journaux, DVD, CD de musique et CD-ROM). Accessible aux chercheurs et sur rendez-vous, la bibliothèque patrimoniale regroupe, elle, près de 8000 imprimés et manuscrits (du XVe au XIXe siècle) portant sur la théologie, l’histoire, la géographie, la philosophie… Enfin, et également accessibles sur rendez-vous, les archives historiques du collège des Irlandais, retraçant la vie du lieu et de ses pensionnaires, comptent plus de 19 000 pièces et couvrent une période qui s’étend de 1316 à 1999.
Le Centre a, de plus, une fonction d’hébergement puisqu’il dispose de 45 chambres louées à des étudiants irlandais étudiant en France ou mises à disposition des artistes venant en résidence dans le cadre du programme culturel.
En outre, le Centre propose aussi régulièrement des cours d’Irlandais (gaélique).
Enfin, l’aumônier irlandais nommé par l'assemblée des évêques d'Irlande auprès de la communauté irlandaise célèbre tous les dimanches la messe dans la chapelle.

## Accès
Ce site est desservi par les stations de métro Cardinal Lemoine et Place Monge.

### Articles liés
- Collège des Irlandais
- Collège des Lombards
- St Patrick's College de Maynooth